# Stamping Ground, Kentucky
Stamping Ground är en ort i Scott County i delstaten Kentucky, USA.